# 斯皮斯冰川
斯皮斯冰川（英語：Spiess Glacier），是南極洲的冰川，位於帕爾默地的梅爾茲半島，處於希爾頓灣和維奧蘭特灣之間，長28公里、寬46公里，現時由南極條約體系管理。